# Through Shadows
Through Shadows es el séptimo álbum de estudio de la banda estadounidense de metal progresivo Born of Osiris. Fue lanzado el 11 de julio de 2025 a través de Sumerian Records. Es el primer álbum de la banda sin Joe Buras, el tecladista de toda la vida, aunque participó en dos sencillos antes de marcharse. También es su último álbum con Lee McKinney, el guitarrista de toda la vida.

## Antecedentes y lanzamiento
El 16 de agosto de 2023, la banda lanzó un nuevo sencillo, "Torchbearer", seguido de "A Mind Short Circuiting" el 29 de febrero de 2024.
El 1 de marzo de 2024, el teclista y vocalista Joe Buras anunció su salida de la banda, alegando crecimiento personal y aspiraciones como motivos. El 24 de abril de 2024, la banda lanzó otro sencillo, "Elevate".
El 15 de agosto de 2024, la banda lanzó un video visual para "In Desolation", el cuarto sencillo de su próximo álbum. El 14 de mayo de 2025, se lanzó "Through Shadows", el quinto sencillo del álbum, y la banda anunció el lanzamiento del álbum para el 19 de julio de 2025. La banda lanzó un video visual para "The War That You Are" el mismo día del lanzamiento del álbum.

## Lista de canciones
| N.º | Título                                             | Duración |  |
| 1.  | «Seppuku»                                          | 3:19     |  |
| 2.  | «Elevate»                                          | 3:13     |  |
| 3.  | «Through Shadows»                                  | 5:08     |  |
| 4.  | «The War That You Are»                             | 3:45     |  |
| 5.  | «Inverno»                                          | 3:36     |  |
| 6.  | «A Mind Short Circuiting»                          | 4:23     |  |
| 7.  | «Burning Light»                                    | 2:12     |  |
| 8.  | «In Desolation»                                    | 3:36     |  |
| 9.  | «Torchbearer»                                      | 3:27     |  |
| 10. | «Activated» (con Spencer Chamberlain de Underoath) | 3:35     |  |
| 11. | «Dark Fable»                                       | 3:24     |  |
| 12. | «Transcendence»                                    | 4:21     |  |
| 13. | «Blackwater»                                       | 4:28     |  |

## Personal
Born of Osiris
- Ronnie Canizaro – voz principal
- Lee McKinney – guitarra principal
- Nick Rossi – guitarra rítmica, bajo, teclados
- Cameron Losch – batería

Músicos adicionales
- Joe Buras: teclados (en las pistas 6 y 9)
- Spencer Chamberlain: voz (pista 10).